# Gašpinovo
Gašpinovo este o localitate din comuna Ribnica, Slovenia, cu o populație de 11 locuitori.